# Hladoví medvědi
Hladoví medvědi (Bear Feeding Frenzy) je kanadský dokumentární film televize Discovery Channel. Popisuje stravovací zvyky medvědů grizzly na Aljašce. Dokumentem provází Christopher Douglas, který se v blízkosti medvědů schovává - pouze však v plastikové kostce. Dokument měl premiéru na Discovery Canada v roce 2008.